# Хизриев, Заур Хайдарович
Заур Хайдарович Хизриев (род. 30 июля 1978, Шалинский район, Чечено-Ингушская АССР) — глава Грозного, исполняющий полномочия председателя Грозненской городской думы.

## Биография
В 1999 году окончил Грозненский нефтяной техникум. В 2009 году окончил Махачкалинский институт финансов и права по специальности «Экономист». В 2012 году окончил тот же вуз по специальности «Юриспруденция». В том же году стал кандидатом экономических наук.
С 2003 года служил в МВД РФ по Чечне. В 2011 году стал преподавателем кафедры «Финансы и кредит» в Гудермесском филиале своей альма-матер.
С 2011 года — первый заместитель мэра Грозного. В декабре того же года стал депутатом Совета депутатов города Грозного. 22 декабря был назначен и. о. Председателя Совета депутатов города Грозного. В октябре следующего года его избрали Председателем Совета муниципальных образований Чеченской Республики.
С сентября 2014 года по июль 2016 — глава администрации Гудермесского муниципального района.
С октября 2016 года — Глава Грозного.

## Награды
Награды Хизриева:
- Медаль «За заслуги перед Чеченской Республикой» (17-11-2009);
- Почётное звание «Заслуженный строитель Чеченской Республики» (2010);
- Почётный гражданин города Грозного (2011);
- Орден имени Ахмата Кадырова (2012);
- Медаль «За вклад в развитие местного самоуправления» (2013).